# Svømning under sommer-OL 2016 – 4x100 m medley (damer)
4x100 m medley for damer under Sommer-OL 2016 vil finde sted den 12. august - 13. august 2016. 

## Medaljefordeling
| Medaljetagere | Medaljetagere | Medaljetagere | Medaljetagere |
| ------------- | ------------- | ------------- | ------------- |
| Guld          | Sølv          | Bronze        |               |
| USA           | Australien    | Danmark       |               |

## Turneringsformat
Konkurrencen blev afviklet med indledende heats og finale. Efter de indledende heats gik de otte bedste tider videre til finalen, hvor medaljerne blev fordelt. 

## Tidsplan
Nedenstående tabel viser tidsplanen for afvikling af konkurrencen:
| Dato       | Tid   | Runde  |
| ---------- | ----- | ------ |
| 12. august | 14:51 | Heats  |
| 13. august | 22:49 | Finale |

## Resultater

### Finale
| Rank | Bane | Nation         | Svømmere                                                                                          | Tid     | Noter |
| ---- | ---- | -------------- | ------------------------------------------------------------------------------------------------- | ------- | ----- |
| 1    | 4    | USA            | Kathleen Baker (28.58) Lilly King (30.49) Dana Vollmer (25.68) Simone Manuel (25.15)              | 3:53.13 |       |
| 2    | 2    | Australien     | Emily Seebohm (28.75) Taylor McKeown (31.41) Emma McKeon (26.09) Cate Campbell (24.80)            | 3:55.00 |       |
| 3    | 3    | Danmark        | Mie Nielsen (28.76) Rikke Møller Pedersen (30.96) Jeanette Ottesen (26.16) Pernille Blume (25.61) | 3:55.01 |       |
| 4    | 7    | Kina           | Fu Yuanhui (29.16) Shi Jinglin (30.98) Lu Ying (26.17) Zhu Menghui (25.36)                        | 3:55.18 |       |
| 5    | 5    | Canada         |                                                                                                   | 3:55.49 |       |
| 6    | 6    | Rusland        |                                                                                                   | 3:55.66 |       |
| 7    | 8    | Storbritannien |                                                                                                   | 3:56.96 |       |
| 8    | 1    | Italien        |                                                                                                   | 3:59.50 |       |